# 사상자
사상자(蛇床子, Torilis japonica, erect hedgeparsley)는 미나리과의 두해살이풀이다.

## 생김새
한국 각처의 들에 난다. 키 30-70cm. 전체에 털이 분포한다. 잎은 2회 깃꼴겹잎인데 어긋나며, 길이 5-10cm, 끝이 뾰족하다. 작은 잎은 난상 피침형으로 뾰족한 톱니가 있으며, 잎자루의 밑 부분이 원줄기를 감싼다. 꽃은 흰색으로 가지 끝과 줄기 끝에 겹산형화서로 달린다. 작은 산형화서는 5-9개, 작은 꽃대의 길이는 2-4mm이다. 총포는 4-8개로 선형이고, 작은 총포도 선형이다. 열매는 난형인데 4-10개씩 달리고, 짧은 가시털이 밀생하여 다른 물건에 잘 붙는다.

## 쓰임새
씨를 약으로 쓰는데, 비장과 신장에 작용한다. 풍습(風濕)을 없애고, 관절을 이롭게 하며, 뱀독을 풀고, 기생충을 없애는 효능이 있다.

## 사진

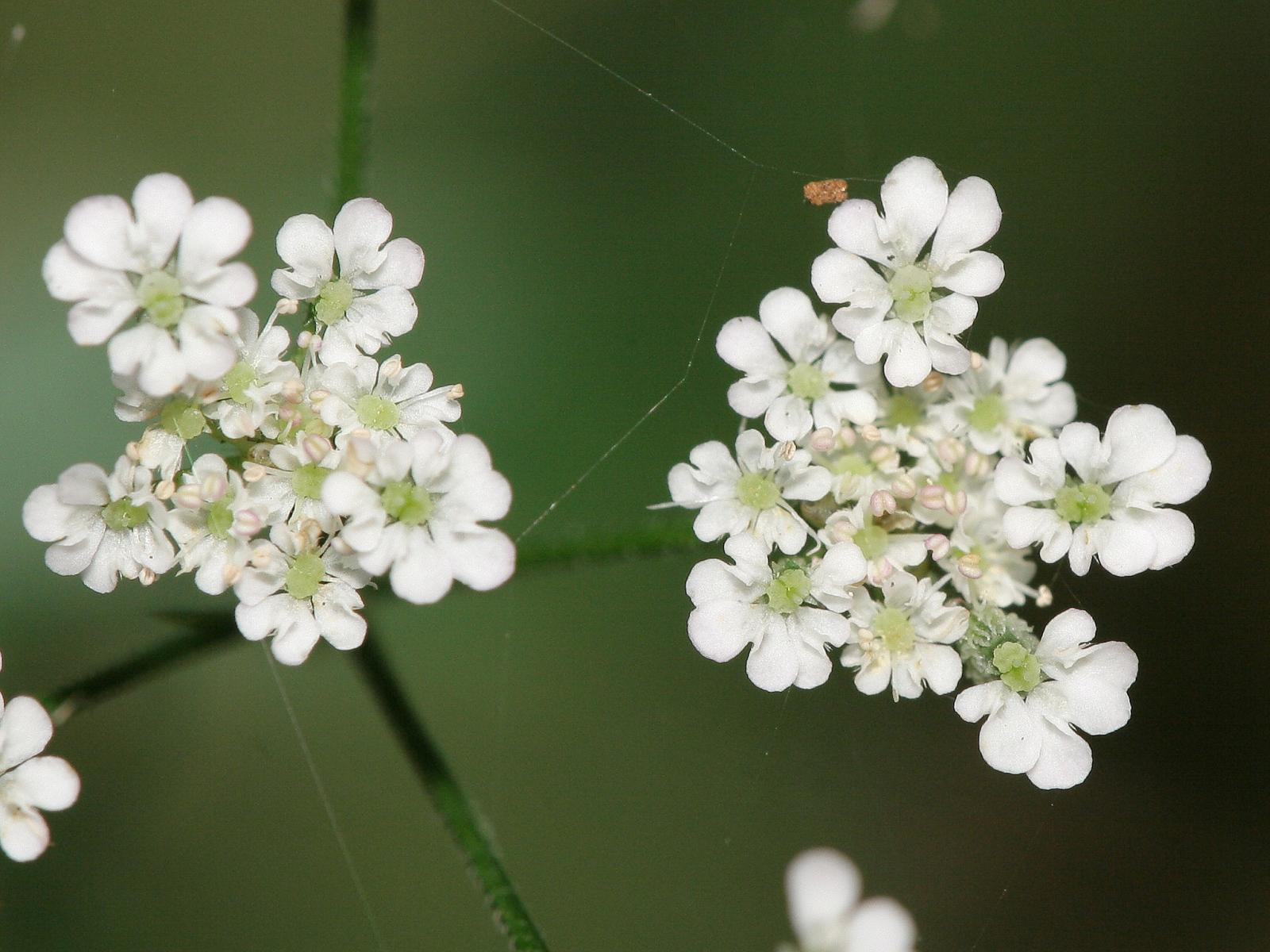
꽃
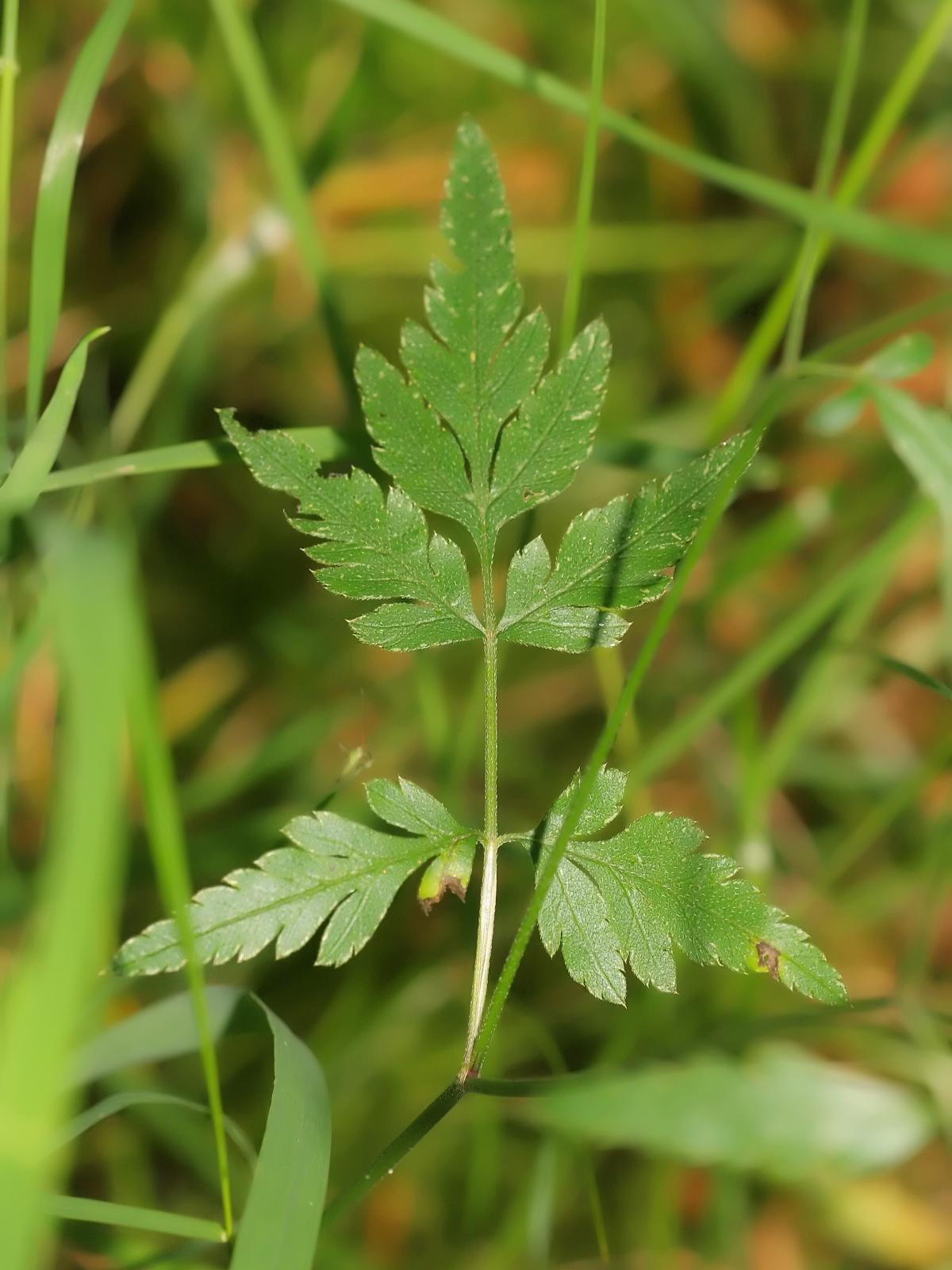
잎
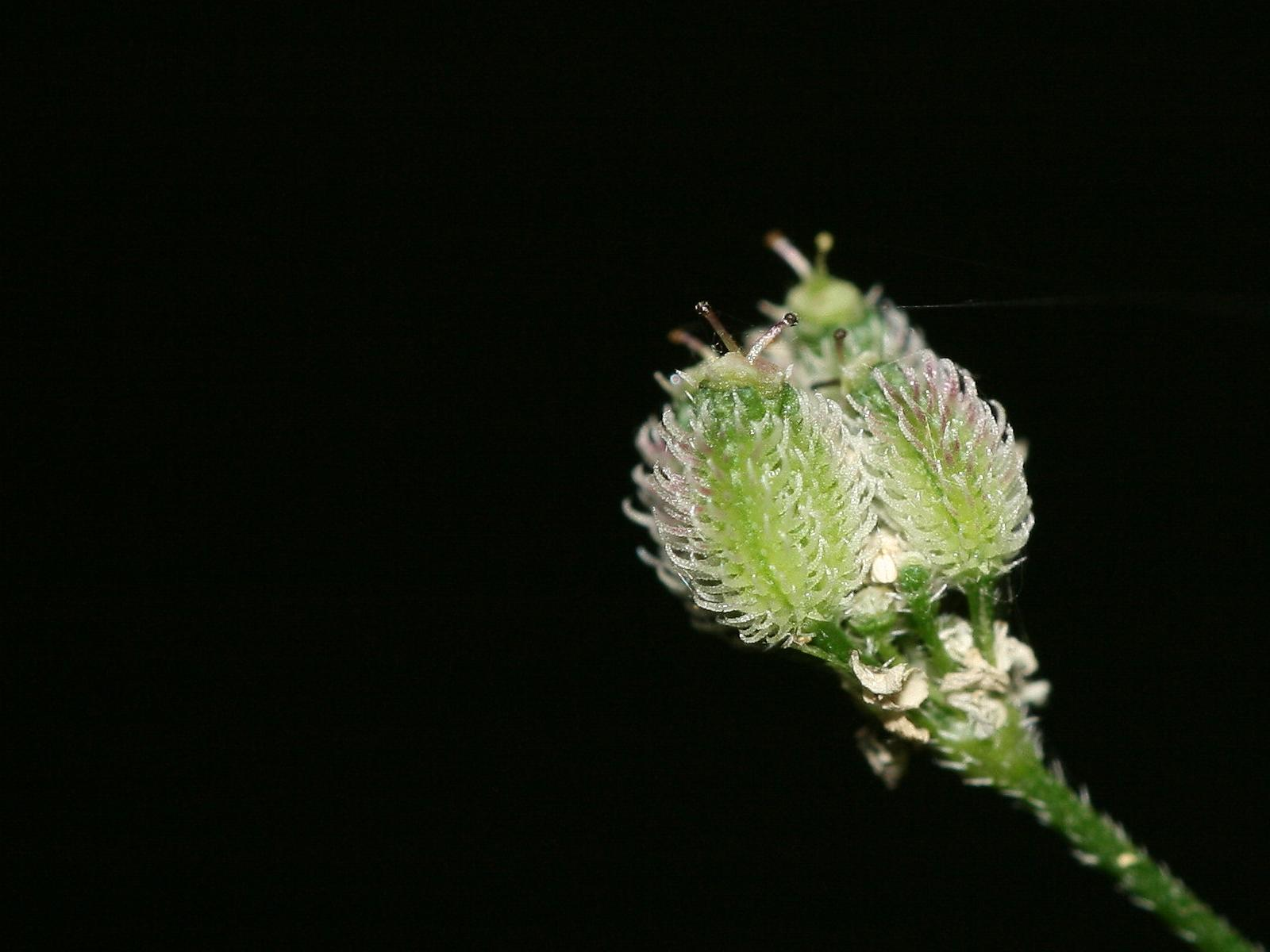
열매
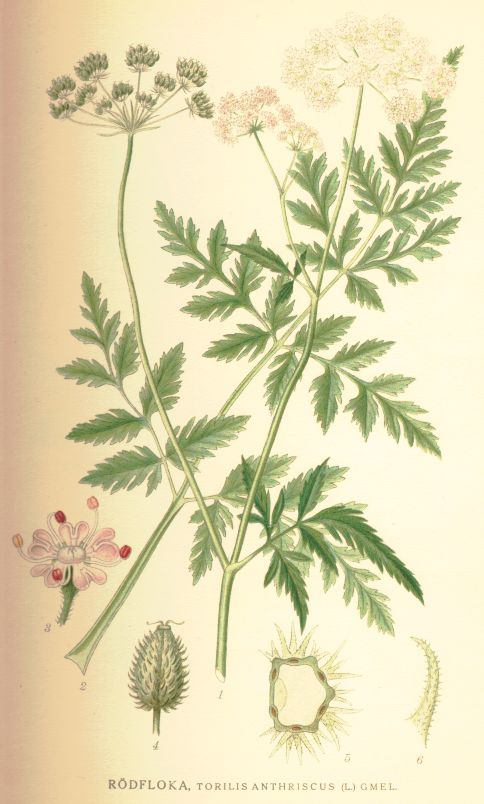